# Friedrich Hoßbach

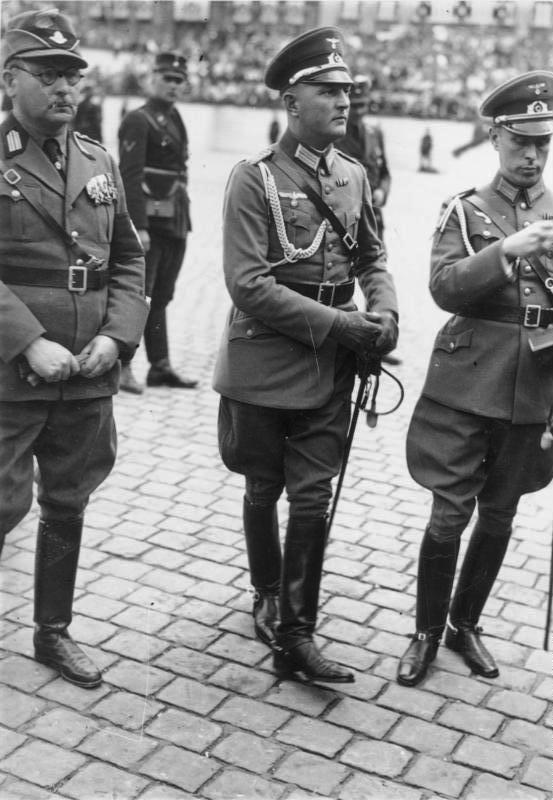
Friedrich Hoßbach (Mitte), 1934

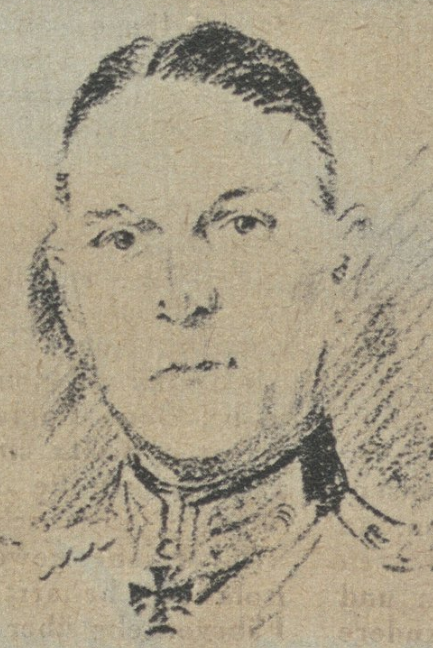
Hoßbach als Generalleutnant (1943)

Friedrich Wilhelm Ludwig Hoßbach (* 21. November 1894 in Unna; † 10. September 1980 in Göttingen) war ein deutscher General der Infanterie und Armeekommandeur während des Zweiten Weltkrieges. Er verfasste 1937 die so genannte „Hoßbach-Niederschrift“.

## Frühe Jahre
Der Sohn des Gymnasialprofessors Heinrich Hoßbach und seiner Frau Anna trat nach absolvierter Kadettenausbildung am 29. Oktober 1913 als Fähnrich in das 2. Kurhessische Infanterie-Regiment Nr. 82 der preußischen Armee in Göttingen ein. Dort wurde er am 19. Juni 1914 zum Leutnant befördert.
Nach Beginn des Ersten Weltkrieges war Hoßbach ab 1. November 1914 Adjutant im III. Bataillon seines Regimentes und wurde am 15. September 1916 zum Infanterie-Regiment Nr. 419 versetzt, wo er als Regimentsadjutant diente. Vom 2. März bis 12. November 1918 kam Hoßbach als Ordonnanzoffizier in den Generalstab des XVIII. Armee-Korps und erhielt hier seine Beförderung zum Oberleutnant am 2. September. Nach Kriegsende erfolgte am 12. November 1918 die Rückversetzung in sein Stammregiment.

## Zwischenkriegszeit
1920 wurde er in die Reichswehr übernommen und am 1. März 1927 zum Hauptmann befördert, 1930 dann in das Reichswehrministerium versetzt.
Am 4. August 1934 wurde Hoßbach – nun im Rang eines Majors – Adjutant der Reichswehr bei Adolf Hitler. Als Oberst und Adjutant der Wehrmacht bei Hitler verfasste er im November 1937 die sogenannte „Hoßbach-Niederschrift“, welche einen Vortrag Hitlers vor den obersten Militärs festhielt, in der er erstmals seine Expansionspläne gegen Österreich und die Tschechoslowakei darlegte. Hoßbach notierte fünf Tage nach der Rede auf der Grundlage seiner Notizen den Inhalt.
Im Zuge der Blomberg-Fritsch-Krise wurde er am 28. Januar 1938 als Oberst (seit 1. März 1937) zum Infanterie-Regiment 82 versetzt, diesmal als Kommandeur. Er fiel bei Hitler in Ungnade, weil er Werner von Fritsch über die gegen ihn erhobenen Vorwürfe informiert hatte.
Sein Nachfolger wurde Oberstleutnant Rudolf Schmundt (1896–1944).

## Zweiter Weltkrieg
Kurz vor Beginn des Zweiten Weltkrieges wechselte Hoßbach am 26. August 1939 in den Generalstab des XXX. Armeekorps als dessen Chef und am 30. September 1939 in gleicher Funktion zum II. Armeekorps. Am 1. Dezember 1939 übernahm er wieder das Kommando über das Infanterie-Regiment 82 und führte es während des Westfeldzuges.
Am 24. Februar 1942 wurde Hoßbach erstmals in die Führerreserve versetzt und dort am 1. März zum Generalmajor befördert. Man übergab ihm am 1. April das Kommando über die 82. Infanterie-Division und versetzte ihn vom 1. September 1942 bis 15. Mai 1943 abermals in die Führerreserve. Unter gleichzeitiger Beförderung zum Generalleutnant übernahm Hoßbach am 15. Mai 1943 die 31. Infanterie-Division, wurde am 2. August 1943 mit der Führung des LVI. Panzerkorps beauftragt und am 10. August zum Kommandierenden General des Korps ernannt. In dieser Stellung erhielt er die Beförderung zum General der Infanterie am 1. November 1943.
Anlässlich seines fünfzigsten Geburtstags, am 21. November 1944, erhielt Friedrich Hoßbach von Hitler eine steuerfreie Dotation in Höhe von 50.000 Reichsmark.
Seit dem 18. Juli 1944 war er Oberbefehlshaber der 4. Armee und wurde am 29. Januar 1945 während der Schlacht um Ostpreußen durch Hitler persönlich entlassen, da er gegen den ausdrücklichen Befehl den Ausbruch aus dem eingeschlossenen Ostpreußen hatte befehlen wollen.
Gegen Kriegsende wurde Hoßbach wegen einer Infektion des Ohres in der Göttinger Universitätsklinik behandelt. Am 8. April 1945, kurz vor Ankunft der US-Armee, wurde er gewarnt, dass die Gestapo ihn abholen würde. Als es dann tatsächlich an der Tür klingelte, ging er mit seiner Pistole auf den Balkon und lieferte sich mit den wartenden Gestapo-Beamten – einem Uniformierten und zwei Zivilpolizisten – sowie einem Angehörigen der SS ein Feuergefecht, bis seine Kontrahenten – in offensichtlicher Furcht vor der anrückenden US-Armee – mit dem Auto die Flucht ergriffen. Weniger als eine Stunde später trafen die Amerikaner ein, die ihn gefangen nahmen. Bis 1947 blieb er in Kriegsgefangenschaft.

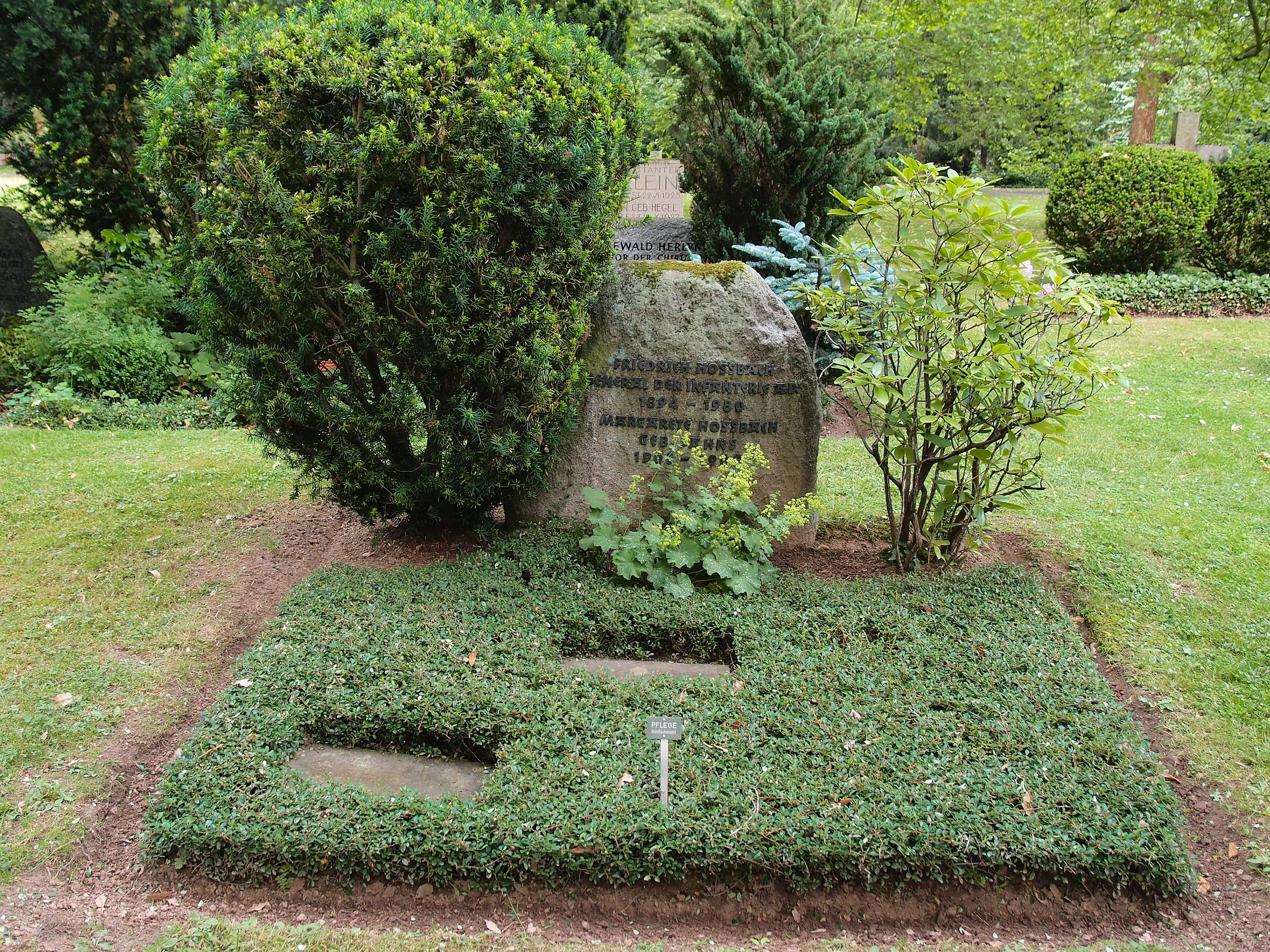
Grabstelle in Göttingen

In der Nachkriegszeit befasste sich Hoßbach mit dem Einfluss Immanuel Kants auf Offiziere.

## Auszeichnungen
- Eisernes Kreuz (1914) II. und I. Klasse[4]
- Hanseatenkreuz Hamburg[4]
- Verwundetenabzeichen (1918) in Schwarz[4]
- Österreichisches Militärverdienstkreuz III. Klasse mit der Kriegsdekoration[4]
- Ritterkreuz des Eisernen Kreuzes mit Eichenlaub[5]
  - Ritterkreuz am 7. Oktober 1940
  - Eichenlaub am 11. September 1943 (298. Verleihung)
- Nennung im Wehrmachtbericht am 18. Oktober 1943, 6. April 1944, 31. Oktober 1944[6]

## Veröffentlichungen
- Von der militärischen Verantwortlichkeit in der Zeit vor dem zweiten Weltkriege. Vandenhoeck & Ruprecht, Göttingen 1948, 32 Seiten.
- Zwischen Wehrmacht und Hitler. Wolfenbütteler Verlagsanstalt, Wolfenbüttel 1949, 224 Seiten.
- Schlacht um Ostpreußen. Aus den Kämpfen der deutschen 4. Armee um Ostpreußen in der Zeit vom 19. Juli 1944 – 30. Januar 1945. Dikreiter, Überlingen 1951, 80 Seiten.
- Infanterie im Ostfeldzug 1941/42. Giebel & Oehlschlägel, Osterode (Harz) 1951, 247 Seiten.
- Scharnhorst. Holzner, Würzburg 1955, 31 Seiten.